# SMP Bank
 (décembre 2013).
Si vous disposez d'ouvrages ou d'articles de référence ou si vous connaissez des sites web de qualité traitant du thème abordé ici, merci de compléter l'article en donnant les références utiles à sa vérifiabilité et en les liant à la section « Notes et références ».
SMP Bank est une banque russe, basée à Moscou, fondé en 2001 par les Rotenberg.

## Actionnaires
1. ↑  « Рейтинг крупнейших компаний России по объему реализации продукции », Expert RA (en) (consulté le 28 octobre 2018)